# Megachile luteiceps
Megachile luteiceps är en biart som beskrevs av Heinrich Friese 1911. Megachile luteiceps ingår i släktet tapetserarbin, och familjen buksamlarbin. Inga underarter finns listade i Catalogue of Life.